# Volkersbrunn
Volkersbrunn ist ein Gemeindeteil der Gemeinde Leidersbach im unterfränkischen Landkreis Miltenberg in Bayern.

## Geographie
Das Kirchdorf Volkersbrunn liegt im Spessart auf etwa 310 m ü. NHN an der Kreisstraße MIL 11 zwischen Leidersbach und Heimbuchenthal.

### Nachbargemarkungen
Folgende Gemarkungen grenzen an das Ortsgebiet von Volkersbrunn:
|             | Hohe Wart (gemeindefreies Gebiet)           | Mespelbrunn    |
| Leidersbach | Kompassrose, die auf Nachbargemeinden zeigt | Heimbuchenthal |
| Roßbach     |                                             |                |

## Geschichte
Im Jahr 1862 wurde das Bezirksamt Obernburg gebildet, auf dessen Verwaltungsgebiet Volkersbrunn lag. Wie überall im Deutschen Reich wurde 1939 die Bezeichnung Landkreis eingeführt. Volkersbrunn war nun eine der 35 Gemeinden im Landkreis Obernburg am Main. Mit Auflösung des Landkreises Obernburg kam Volkersbrunn 1972 in den neu gebildeten Landkreis Miltenberg.
Am 1. Januar 1972 wurden die bis dahin selbstständigen Gemeinden Leidersbach, Ebersbach, Roßbach und Volkersbrunn zur neuen Einheitsgemeinde Leidersbach zusammengeschlossen.

## Persönlichkeiten
- Rudi Ott (1942–2024), deutscher römisch-katholischer Theologe, Religionspädagoge und Hochschullehrer

## Kurioses
Fragte man früher einen Volkersbrunner, was es heute zu Mittagessen gibt, bekam man immer zur Antwort: „Heit gits Pannekichelche!“ In den bösen Nachbarorten sprach man nur von den Pannekichelchen und jeder wusste sogleich, dass damit die Bürger von Volkersbrunn gemeint waren.